# Kari Wuhrer
Kari Samantha Wührer (født 28. april 1967 i Brookfield, Connecticut i USA) er en amerikansk skuespillerinde og sanger. Hun bliver for det meste krediteret som Kari Wührer og sommetider som Kari Salin.
Hendes forældre var Karin (født Noble), en lønrevisor, og Andrew Wührer, en politibetjent og bilforhandler. Hun har tre søskende. Som teenager sang hun i natklubber, som hun var nødt til at snige sig ud af familiens hjem for at udføre. Wührer begyndte at studere skuespil i en alder af 13 på Wooster Skole. Hun studerede drama på NYU's Tisch School of the Arts, Marymount Manhattan College, Columbia University, og Royal Academy of Dramatic Arts i London med det berømte underviser Uta Hagen.
I 1997 spillede hun rollen som Denis Kalberg, kæresten til Owen Wilsons rolle Gary Dixon i gyserfilmen Anaconda.

## Privatliv
Wührer blev gift med Daniel Salin i 1994 og skilt i 1999.
Wührer blev gift med filmproducenten James Scura i 2003. Hun og hendes mand har sammen tre børn: en dreng ved navn Enzo, født januar 2004 en pige ved navn Evangeline, født 27 marts 2006 og den 4. september 2008 fødte hun en pige ved navn Echo Luna.